# 裸齒隆頭魚
裸齒隆頭魚，為輻鰭魚綱鱸形目隆頭魚亞目隆頭魚科的其中一種，分布於西大西洋區，從美國佛羅里達州南部至蘇利南海域，棲息深度18-275公尺，本魚身體淡紅色，背面顏色較深，腹面灰白，唇黃色，黃色的斑紋從鼻孔經過眼睛到鰓蓋邊緣。背鰭與臀鰭不覆有鱗片，成魚有凸出在前面的齒，體長可達30公分，棲息在岩石底質海域，生活習性不明，可作為觀賞魚。